# Asphalt-Cowboys
Asphalt-Cowboys ist eine Doku-Reihe des Senders DMAX, die sich mit dem Leben von Fernfahrern befasst. Hauptdarsteller der ersten Stunde waren Andreas Schubert, Marten Nottelmann und Piet Hackmann. Als Sprecher fungierte der Sänger Gunter Gabriel, der dann, aufgrund seines Todes, ab der 7. Staffel durch Gunter Schoß ersetzt wurde. Head-Autoren sowie Producer der Sendung waren Till Schönecker (Staffel 1-2), Sonja Valesca Büker (Staffel 3-11) und Julia Bauer (seit Staffel 12). 

## Ausstrahlung
Die Serie startete am 16. Oktober 2012 auf dem deutschen Sender DMAX. Bislang wurden 106 Episoden in dreizehn Staffeln ausgestrahlt. (Stand 30. Juni 2024)
Gezeigt wird der Alltag von Fernfahrern mit ihren schweren LKW, in episodischen Filmen, in Folgen mit je 45 Minuten Länge.
Anfangs wurden die Fuhrunternehmer Andreas Schubert vom Tegernsee und Marten Nottelmann aus Dithmarschen sowie "Beton-Kutscher" und Musiker Piet Hackmann aus dem Emsland auf ihren Touren begleitet. Nach und nach kamen weitere Fahrer hinzu und andere verließen das Format.

## Fahrer
Gezeigt wurde der Alltag des LKW-Fahrers anhand von Alltagssituationen. Hier wurden gleich Rollenbilder geprägt.
- Andreas Schubert, der Spediteur mit besonderer Vorliebe für Italien-Touren und Scania V8 Showtrucks. Durch seine markigen Sprüche, Regierungskritik und seiner "Verachtung" für alles, was keinen V8-Motor hat, polarisierte Schubert sehr stark.
- Marten Nottelmann hingegen war der junge Familienvater und Spediteur, der die Firma von Vater Otto übernommen hatte. Gemeinsam mit seinem Vater, der inzwischen Rentner war, fuhren sie Touren gemeinsam.
- Piet Hackmann, ein Fahrer alter Schule, der seit 1979 hinterm Steuer sitzt, fiel nicht nur durch sein Erscheinungsbild (sehr lange Haare und Cowboystiefel) auf, sondern auch durch seine Vorliebe zur Musik. Durch diese verband ihn während der Dreharbeiten eine besondere Freundschaft zu Gunter Gabriel.

Im Laufe der Sendung kamen immer wieder neue Fahrer hinzu, z. B.
- Thorsten Eckert, selbstständiger Holzfahrer aus der Röhn.
- Mike Cohnen, genannt Big Mike, angestellter Fahrer, der zuerst einen Actros MP3 fuhr und dann einen Renault T Showtruck, aufgebaut von der Firma Dietrich in Wenden-Gerlingen. Freund von Daniel Schewe.
- Daniel Schewe, Spediteur aus Hagen in NRW und der Schweden Spezialist der Serie. Zu Beginn seiner Zeit im Fernsehen fuhr er 1× pro Woche selbst mit dem LKW nach Schweden. Im Rahmen der Serie unternahm er eine dreiwöchige Tour nach Israel. Mittlerweile hat er eine Spedition mit seinem Bruder zusammen.
- Marc Panzer, Spediteur aus Ratingen
- Monika Mast, erste Frau bei den Asphalt-Cowboys. Erst angestellte Fahrerin, später selbstständig.
- Joe Flege, Hamburger LKW-Fahrer, der vor Jahren nach Kanada auswanderte und dort als selbstständiger LKW-Fahrer durch Nordamerika fährt.
- Christina Scheib, selbstständige LKW-Fahrerin vom Tegernsee.
- Jens Lindner, ist ein angestellter, sächsischer LKW-Fahrer, der zuerst mit einem Planen-Auflieger Möbel im Nahverkehr fuhr und später auf Silo-Fahrzeuge, ebenfalls im Nahverkehr, umgestiegen ist.
- Matthias Hölzle, genannt Tschumbbl, ist ein angestellter LKW-Fahrer, der erst im Kühler-Fernverkehr fuhr und nach einem Speditionswechsel auch auf Schubboden umstieg.

## Kritik
Obwohl klar als Reality-TV und Unterhaltung gekennzeichnet, ist das Format über die Jahre immer wieder in die Kritik geraten. Hierbei bemängelten grade fachkundige Zuschauer, die starken Unterschiede zwischen Realität und TV. So wurde bemängelt, dass zwar angedeutet wird, wenn es bei einem Kunden Probleme gibt, aber was das für den Arbeitstag bedeutet, wurde fast nie thematisiert.
Auch das Verhalten der Fahrer stand oft in der kritik. Hier vor allem, das grade zu Beginn der Serie, häufig ohne Gurt gefahren wurde, dass ohne Schuhe gefahren wurde oder Piet seine Beine, beim Fahren auf der Fahrertür "ausruhte"
Auch Spediteure äußerten ihr Unverständnis, wenn in Folgen angegeben wurde, dass mal eben 60 km Umweg gefahren wurde, nur um einen Lieblingsplatz zu sehen. Hier wurde bemängelt, dass dieser Umweg offensichtlich vom DMAX bezahlt wurde, da sowas sonst nicht rentabel sei. Ähnliche Kritik gab es bei anderen Formaten wie z. B. den Trucker Babes.

## Spin-Offs
Als Spin-Offs der Serie entstanden die Formate Asphalt-Cowboys: Polen sowie Asphalt-Cowboys – Ladies on Tour. Anlässlich des Todes von Andreas Schubert im Juli 2020 zeigte DMAX eine Spezialfolge Asphalt-Cowboys: Für Schubi.

## DVD-Veröffentlichung
Die ersten vier Staffeln wurden auf DVD veröffentlicht.